# Liste der Naturschutzgebiete im Landkreis Deggendorf
Im Landkreis Deggendorf gibt es 13 Naturschutzgebiete. Zusammen nehmen sie eine Fläche von 1355 Hektar ein. Das größte Naturschutzgebiet ist das 1990 eingerichtete Naturschutzgebiet Isarmündung.
| Name                                                  | Bild | Kennung                      | Kreis                                           | Einzelheiten                                        | Position | Fläche Hektar | Datum |
| ----------------------------------------------------- | ---- | ---------------------------- | ----------------------------------------------- | --------------------------------------------------- | -------- | ------------- | ----- |
| Altlaufsenke zwischen äußerem Mühlgraben und Kühmoos  |      | NSG-00263.01 WDPA: 162126    | Landkreis Deggendorf                            |                                                     | ⊙        | 0,77          | 1985  |
| Donaualtwasser Staatshaufen                           |      | NSG-00196.01 WDPA: 81537     | Landkreis Deggendorf                            |                                                     | ⊙        | 57,90         | 1994  |
| Donaualtwasser Winzerer Letten                        |      | NSG-00330.01 WDPA: 162779    | Landkreis Deggendorf                            |                                                     | ⊙        | 62,23         | 1983  |
| Forchenhügel und Moosleiten                           |      | NSG-00741.01 WDPA: 389591    | Landkreis Deggendorf, Landkreis Passau          | LK Deggendorf 94,06 ha, LK Passau 60,15 ha          | ⊙        | 154,21        | 2007  |
| Hoiberhügel                                           |      | NSG-00741.02 WDPA: 389603    | Landkreis Deggendorf                            |                                                     | ⊙        | 90,04         | 2007  |
| Isaraltwasser bei Neutiefenweg                        |      | NSG-00210.01 WDPA: 163925    | Landkreis Deggendorf                            |                                                     | ⊙        | 36,91         | 1984  |
| Isarmündung                                           |      | NSG-00369.01 WDPA: 163929    | Landkreis Deggendorf                            |                                                     | ⊙        | 807,74        | 1990  |
| Runstwiesen und Totenmoos                             |      | NSG-00568.01 WDPA: 319024    | Landkreis Deggendorf                            |                                                     | ⊙        | 149,43        | 2000  |
| Schuttholzer Moor                                     |      | NSG-00189.01 WDPA: 82558     | Landkreis Deggendorf                            |                                                     | ⊙        | 15,75         | 1983  |
| Stockhügel und Auerbach                               |      | NSG-00741.04 WDPA: 389979    | Landkreis Deggendorf                            |                                                     | ⊙        | 6,02          | 2007  |
| Todtenau und umgebende Auen                           |      | NSG-00188.01 WDPA: 82719     | Landkreis Deggendorf, Landkreis Regen           | LK Deggendorf 6,71 ha, LK Regen 138,11 ha           | ⊙        | 144,82        | 1983  |
| Vogelfreistätte Graureiherkolonie bei Kleinschwarzach |      | NSG-00338.01 WDPA: 166072    | Landkreis Deggendorf, Landkreis Straubing-Bogen | LK Deggendorf 27,29 ha, LK Straubing-Bogen 35,78 ha | ⊙        | 63,07         | 1988  |
| Deggendorfer Himmelreich                              |      | NSG-00752.01 WDPA: 555560671 | Landkreis Deggendorf                            |                                                     | ⊙        | 103,953       | 2012  |
| Legende für Naturschutzgebiet                         |      |                              |                                                 |                                                     |          |               |       |